# NGC 5831
NGC 5831 é uma galáxia elíptica (E3) localizada na direcção da constelação de Virgo. Possui uma declinação de +01° 13' 12" e uma ascensão recta de 15 horas, 04 minutos e 06,8 segundos.
A galáxia NGC 5831 foi descoberta em 24 de Fevereiro de 1786 por William Herschel.